# Eldamar
En el universo imaginario de J. R. R. Tolkien y en la novela El Silmarillion, Eldamar, que significa "Hogar de los Elfos" en lengua Quenya, corresponde a la región de Aman en que habitan los Elfos.
Eldamar se encuentra en la región Nororiental de Aman, cerca de la Cintura de Arda, rodeando la bahía del mismo nombre. Su territorio se extendía a ambos lados de las enormes montañas Pelóri e incluía la gran isla de Tol Eressëa y la región de Alqualondë. A veces se la llama Elendë en los relatos.
En Eldamar vivían los más grandes de entre las tres razas de los Vanyar, Noldor y Teleri, en compañía de los grandes poderes valarianos. Fue fundada en la Segunda Edad de los Árboles, cuando los primeros eldar llegaron a las Tierras Imperecederas después de la Gran Marcha.
En la región se encontraban multitud de ciudades y asentamientos, pero Tirion, construida sobre la colina de Túna en medio del Paso de la Luz, era la ciudad principal de los Vanyar y los Noldor, y la más grande. También estaba la fortaleza Noldor de Formenos, en la tierra de la luz, y las ciudades Teleri de los elfos marinos de Alqualondë en la costa, y Avallónë en Tol Eressëa. Las tierras estaban iluminadas por los Dos Árboles de Valinor, el Calacirya o Paso de la Luz, permitía la iluminación de las tierras costeras y de la Gran Isla, al este de las montañas. 
Eldamar era incomparablemente rica y hermosa. Sus ciudades estaban hechas con piedras y metales preciosos. Sus cosechas de grano y frutos eran abundantes y sus habitantes, felices, ingeniosos y sabios. Se había llegado a asegurar que hasta las costas de Eldamar estaban sembradas de diamantes, ópalos y otros cristales. 
Tras el Cataclismo de Númenor y el Cambio del Mundo al final de la Segunda Edad del Sol, Eldamar, con el resto de las Tierras Imperecederas, fue sacada de los Círculos del Mundo y llevada más allá del alcance de los mortales que pudieran perjudicarla.

## La bahía de Eldamar
Gran Bahía ubicada en la costa Centroriental de Aman, sobre el Belegaer, justo donde desemboca el Calacirya. Se abre hacia el sudeste y la isla de Tol Eressëa está ubicada en su centro. Desde el Taniquetil se puede observar todo su contorno.
Toma el nombre con la llegada de los Eldar a Valinor y sus asentamientos en Tirion y en la Isla Solitaria; es decir "Bahía del Hogar de los Elfos".